# Großvipern
Die Großvipern (Macrovipera) sind eine Gattung der Echten Vipern, die derzeit zwei Arten enthält: die bekanntere Levanteotter (Macrovipera lebetina) und die auf wenigen Inseln der Ägäis endemische Kykladenviper (Macrovipera schweizeri). Großvipern sind wie alle Vipern giftig; der Biss ist für Menschen jedoch nur in Ausnahmefällen tödlich.

## Merkmale
Die Arten der Großvipern werden durchschnittlich 80 bis 100 Zentimeter lang, vor allem die Levanteotter kann regional aber auch Längen von 160 Zentimeter (nachgewiesen für Turkmenistan) bei einem Maximalgewicht von etwa 2,7 Kilogramm erreichen. Die Weibchen werden in der Regel etwas größer als die Männchen.

## Verbreitung
Die Großvipern leben vor allem im Vorderen Orient. Dabei hat die Levanteotter das größte Verbreitungsgebiet, welches sie mit mehreren Unterarten bevölkert: Die Nominatform M. l. lebetina findet sich auf Zypern und an den Küsten der Türkei. M. l. obtusa ist von Israel über die Osttürkei und Transkaukasien bis nach Afghanistan und Westpakistan verbreitet. M. l. turanica und M. l. cernovi finden sich von Kasachstan bis in den Nordiran, im Norden von Afghanistan, in Nordwestpakistan sowie im westlichen Kaschmir. Endemisch von den anderen Unterarten getrennt ist die in Nordafrika in Tunesien und Algerien vorkommende M. l. transmediterranea. Weitere, nicht anerkannte Unterarten sind M. l. euphratica aus der Türkei sowie M. l. peilei aus Südafghanistan und Nordpakistan. Die Kykladenviper (Macrovipera schweizeri) lebt als endemischer Inselbewohner im Milos-Archipel und wahrscheinlich auch auf der Insel Kythnos in der Ägäis.

## Systematik
Die Großvipern wurden lange Zeit in die Gattung der Echten Vipern (Vipera) eingeordnet, gemeinsam mit den meisten anderen europäischen Vipern. 1992 erfolgte eine Revision der Gattung, bei der die heute zu den Großvipern gezählten vier Arten auf der Basis von biochemischen Merkmalen in die Gattung Macrovipera eingeordnet wurden. Die bis dahin als Unterart der Levanteotter angesehene Kykladenviper (Macrovipera schweizeri) wurde zudem als eigene Art anerkannt und als Schwesterart der Levanteotter beschrieben. Die beiden nordafrikanischen Arten Saharaotter (Macrovipera deserti) und Atlasotter (Macrovipera mauretanica) komplettierten die Gattung.
Durch Lenk et al. 2001 wurde diese Zusammenstellung allerdings angezweifelt. Auf molekularbiologischer Basis lässt sich zwar das Schwestergruppenverhältnis von Levanteotter und Kykladenviper halten, die afrikanischen Arten werden dagegen in die nähere Verwandtschaft der Kettenviper (Daboia russelii) und der Palästinaviper (Daboia palaestinae) gestellt, daher wurde die Zuordnung der afrikanischen Macrovipera sowie der Palästinaviper zur Gattung Daboia vorgeschlagen. Demnach gehören zur Gattung Macrovipera nur noch die Levanteotter und die Kykladenviper.
| N.N. | \| \| Montivipera \| \| \| \| \| \| Macrovipera lebetina und Macrovipera schweizeri \| \| \| \| |
|      | \| \| Montivipera \| \| \| \| \| \| Macrovipera lebetina und Macrovipera schweizeri \| \| \| \| |
|      | Daboia incl. D. deserti + D. mauretanica                                                        |
|      |                                                                                                 |
|      | Montivipera                                                                                     |
|      |                                                                                                 |
|      | Macrovipera lebetina und Macrovipera schweizeri                                                 |
|      |                                                                                                 |

|  | Montivipera                                     |
|  |                                                 |
|  | Macrovipera lebetina und Macrovipera schweizeri |
|  |                                                 |

| N.N. | \| \| Montivipera \| \| \| \| \| \| Macrovipera lebetina und Macrovipera schweizeri \| \| \| \| |
|      | \| \| Montivipera \| \| \| \| \| \| Macrovipera lebetina und Macrovipera schweizeri \| \| \| \| |
|      | Daboia incl. D. deserti + D. mauretanica                                                        |
|      |                                                                                                 |
|      | Montivipera                                                                                     |
|      |                                                                                                 |
|      | Macrovipera lebetina und Macrovipera schweizeri                                                 |
|      |                                                                                                 |

|  | Montivipera                                     |
|  |                                                 |
|  | Macrovipera lebetina und Macrovipera schweizeri |
|  |                                                 |

| N.N. | \| \| Montivipera \| \| \| \| \| \| Macrovipera lebetina und Macrovipera schweizeri \| \| \| \| |
|      | \| \| Montivipera \| \| \| \| \| \| Macrovipera lebetina und Macrovipera schweizeri \| \| \| \| |
|      | Daboia incl. D. deserti + D. mauretanica                                                        |
|      |                                                                                                 |
|      | Montivipera                                                                                     |
|      |                                                                                                 |
|      | Macrovipera lebetina und Macrovipera schweizeri                                                 |
|      |                                                                                                 |

|  | Montivipera                                     |
|  |                                                 |
|  | Macrovipera lebetina und Macrovipera schweizeri |
|  |                                                 |

| N.N. | \| \| Montivipera \| \| \| \| \| \| Macrovipera lebetina und Macrovipera schweizeri \| \| \| \| |
|      | \| \| Montivipera \| \| \| \| \| \| Macrovipera lebetina und Macrovipera schweizeri \| \| \| \| |
|      | Daboia incl. D. deserti + D. mauretanica                                                        |
|      |                                                                                                 |
|      | Montivipera                                                                                     |
|      |                                                                                                 |
|      | Macrovipera lebetina und Macrovipera schweizeri                                                 |
|      |                                                                                                 |

|  | Montivipera                                     |
|  |                                                 |
|  | Macrovipera lebetina und Macrovipera schweizeri |
|  |                                                 |

Diese Ansicht wird bestätigt durch Garrigues et al. 2004, in dem die Vipern eine europäische Sektion aus verschiedenen Vipera-Arten sowie eine orientalische Sektion aus den benannten Gattungen Daboia und Macrovipera sowie den Montivipera-Arten bilden. Wie bei Lenk et al. 2001 ist die Gattung der Großvipern in der weiten Fassung einschließlich der beiden afrikanischen Arten paraphyletisch. Die Kettenviper (Daboia russeli) bildet ein Taxon mit der Palästinaviper und der Atlasotter (Die Saharaotter und die Kykladenviper waren nicht Teil der Untersuchung). Mallow et al. 2003 ordnete entsprechend die Palästinaotter in die Gattung ein, die Atlasotter wurde 2008 von Wüster et al. auf Basis der Ergebnisse von Lenk et al. zu Daboia gestellt.

### Zitierte Quellen
Die Informationen dieses Artikels entstammen zum größten Teil den unter Literatur angegebenen Quellen, darüber hinaus werden folgende Quellen zitiert:
1. ↑  H.-W. Herrmann, U. Joger, G. Nilson: Phylogeny and systematics of viperine snakes. III: resurrection of the genus Macrovipera (Reuss, 1927) as suggested by biochemical evidence. In: Amphibia-Reptilia. 13, 1992, S. 375–392.
2. ↑  P. Lenk, S. Kalayabina, M. Wink, U. Joger: Evolutionary relationships among the true vipers (Reptilia: Viperidae) inferred from mitochondrial DNA sequences. In: Molecular Phylogenetics and Evolution. 19, 2001, S. 94–104. (Volltext-PDF)
3. ↑  Thomas Garrigues, Catherine Dauga, Elisabeth Ferquel, Valérie Choumet, Anna-Bella Failloux: Molecular phylogeny of Vipera Laurenti, 1768 and the related genera Macrovipera (Reuss, 1927) and Daboia (Gray, 1842), with comments about neurotoxic Vipera aspis aspis populations. In: Molecular Phylogenetics and Evolution. 35 (1), 2005, S. 35–47.
4. ↑  David Mallow, David Ludwig, Göran Nilson: True Vipers. Natural History and Toxinology of Old World Vipers. Krieger Publishing Company, Malabar, Florida 2003, ISBN 0-89464-877-2, S. 141–159.
5. ↑  Wolfgang Wüster, Lindsay Peppin, Catharine E. Pook, Daniel E. Walker: A nesting of vipers: Phylogeny and historical biogeography of the Viperidae (Squamata: Serpentes). In: Molecular Phylogenetics and Evolution. 49, 2008, S. 445–459.